# 音楽 (SUPER BEAVERのアルバム)
『音楽』（おんがく）は、ソニー・ミュージック・レコーズから2024年2月21日に発売した日本のロックバンド・SUPER BEAVERの9枚目のフルアルバム。

## 概要
前作『東京』から2年ぶりのフルアルバムであり、彼らにとってのメジャーレーベル復帰後3作目のアルバムである。
「ひたむき」(テレビアニメ『僕のヒーローアカデミア』第6期第1クール オープニングテーマ)、「グラデーション」(映画『東京リベンジャーズ2 血のハロウィン編 -運命-』主題歌)、「儚くない」(映画『東京リベンジャーズ2 血のハロウィン編 -決戦-』主題歌)などのシングル曲含む全12曲を収録。
初回生産限定盤Aには、2023年1月22日NHKホールにて開催されたアコースティックライブツアー「SUPER BEAVER アコースティックのラクダ 」のファイナル公演を収めたライブ映像作品や、9月から開催されたツアー「SUPER BEAVER 都会のラクダ TOUR 2023-2024 ～駱駝革命21～」のホール公演をまとめたドキュメンタリー映像、さらに収録曲のミュージックビデオを収録した特典映像がBlu-rayにて収録。初回生産限定盤Bには同内容の映像がDVDで収録されている。ファンクラブ限定商品となる完全生産限定盤には、2023年10月6日Zepp Haneda(TOKYO)にて開催された「[NOiD] - LABEL 10th Anniversary Special Live -」のライブ音源を収めた特典CDを付属。

## 収録曲

### CD（初回生産限定盤A,B、完全生産限定盤、通常盤共通）
1. 切望 [4:25]
作詞・作曲：柳沢亮太 / 編曲：SUPER BEAVER、河野圭
2. グラデーション [3:57]
作詞・作曲：柳沢亮太 / 編曲：SUPER BEAVER
  - 17thシングル
  - 映画『東京リベンジャーズ2 血のハロウィン編 -運命-』主題歌
3. ひたむき [4:06]
作詞・作曲：柳沢亮太 / 編曲：SUPER BEAVER
  - 16thシングル
  - テレビアニメ『僕のヒーローアカデミア』第6期第1クール オープニングテーマ
4. リビング [4:34]
作詞・作曲：柳沢亮太 / 編曲：SUPER BEAVER、河野圭
5. 値千金 [4:48]
作詞・作曲：柳沢亮太 / 編曲：SUPER BEAVER、河野圭
  - 4th配信限定シングル
  - 「第103回全国高等学校ラグビーフットボール大会」テーマソング
6. めくばせ [3:31]
作詞・作曲：柳沢亮太 / 編曲：SUPER BEAVER、河野圭
7. 奪還 [3:09]
作詞・作曲：柳沢亮太 / 編曲：SUPER BEAVER
8. 決心 [4:32]
作詞・作曲：柳沢亮太 / 編曲：SUPER BEAVER
  - 3rd配信限定シングル
  - 森永製菓 inゼリーエネルギーブドウ糖TV-CM「考えるためのエネルギー」篇CMソング
9. 幸せのために生きているだけさ [4:13]
作詞・作曲：柳沢亮太 / 編曲：SUPER BEAVER、河野圭
  - テレビ朝日系ドラマ『マルス-ゼロの革命-』主題歌
10. 裸 [2:26]
作詞・作曲・編曲：柳沢亮太
11. 儚くない [5:08]
作詞・作曲：柳沢亮太 / 編曲：SUPER BEAVER、河野圭
  - 18thシングル
  - 映画『東京リベンジャーズ2 血のハロウィン編 -決戦-』主題歌
12. 小さな革命 [4:24]
作詞・作曲：柳沢亮太 / 編曲：SUPER BEAVER、河野圭
  - テレビ朝日系ドラマ『マルス-ゼロの革命-』挿入歌

### 初回生産限定盤BD/DVD
- 2023.1.22 NHKホールLIVE映像
「SUPER BEAVER アコースティックのラクダ 〜突然NHKホール〜」

1. 秘密
2. 予感
3. 東京
4. 正攻法
5. mob
6. 愛しい人
7. アイラヴユー
8. 赤を塗って
9. ひとりで生きていたならば
10. 生活
11. 名前を呼ぶよ
12. 美しい日
13. 最前線

- 「SUPER BEAVER 都会のラクダ TOUR 2023-2024 〜駱駝革命21〜」ホール公演ドキュメンタリー映像
- 「決心」Music Video
- 「値千金」Music Video

### 完全生産限定盤CD(Disc2,3)
- 2023.10.6 Zepp Haneda(TOKYO)LIVE音源
「[NOiD] – LABEL 10th Anniversary Special Live -」